# Потин (напій)
Поти́н (ірл. poitín, ірландська вимова: [ˈpˠotʲiːnʲ]), по́тінь; англ. poteen) — традиційний ірландський дистильований напій (40–90 % ABV). Колишні загальноприйняті назви для потину були «ірландський самогон» та «гірська роса». Його традиційно дистилювали у невеликому чані, і цей термін є зменшувальним від ірландського слова pota, що означає «чан». Ірландське слово для похмілля — póit. Відповідно до технічної документації ірландський poteen/ірландський poitín, його можна виготовляти лише із круп, зерна, сироватки, цукрового буряка, патоки та картоплі.

## Правовий статус
Для дозволу на перегонку спирту в парламенті в Дроеді в 1556 р. була введена вимога, яка вимагала ліцензії з великою печаткою.
Сьогодні в Ірландії існує ряд комерційних спиртних напоїв, позначених як poitín, poteen або potcheen. У 2008 році ірландському потину було надано (ЗП) Зазначення походження товару в Раді ЄС та Парламенту.
У 2015 році, проконсультувавшись із виробниками та зацікавленими сторонами, уряд Ірландії прийняв технічну документацію щодо географічного зазначення для потіну, де описано методи виробництва, які необхідно використовувати для того, щоб напій називався ірландським потином. Висвітлювані теми включали допустимі вихідні матеріали, метод дистиляції, використання ароматизаторів/настоїв та обмежене зберігання в діжках.
Однак, поняття «легальний потин» було певним оксимороном, один письменник зауважує: «Якщо ви бачите продукт з написом „потин“ в аеропорту або барі, це просто білий ірландський шнапс, за який заплатили податок. За визначенням, потин є незаконним і не може бути проданий».
Потин також виготовлявся у зростаючій ірландській діаспорі в 19 столітті, особливо в будь-якому районі Нью-Йорка, який називали «Ірландське місто».

## Виробництво

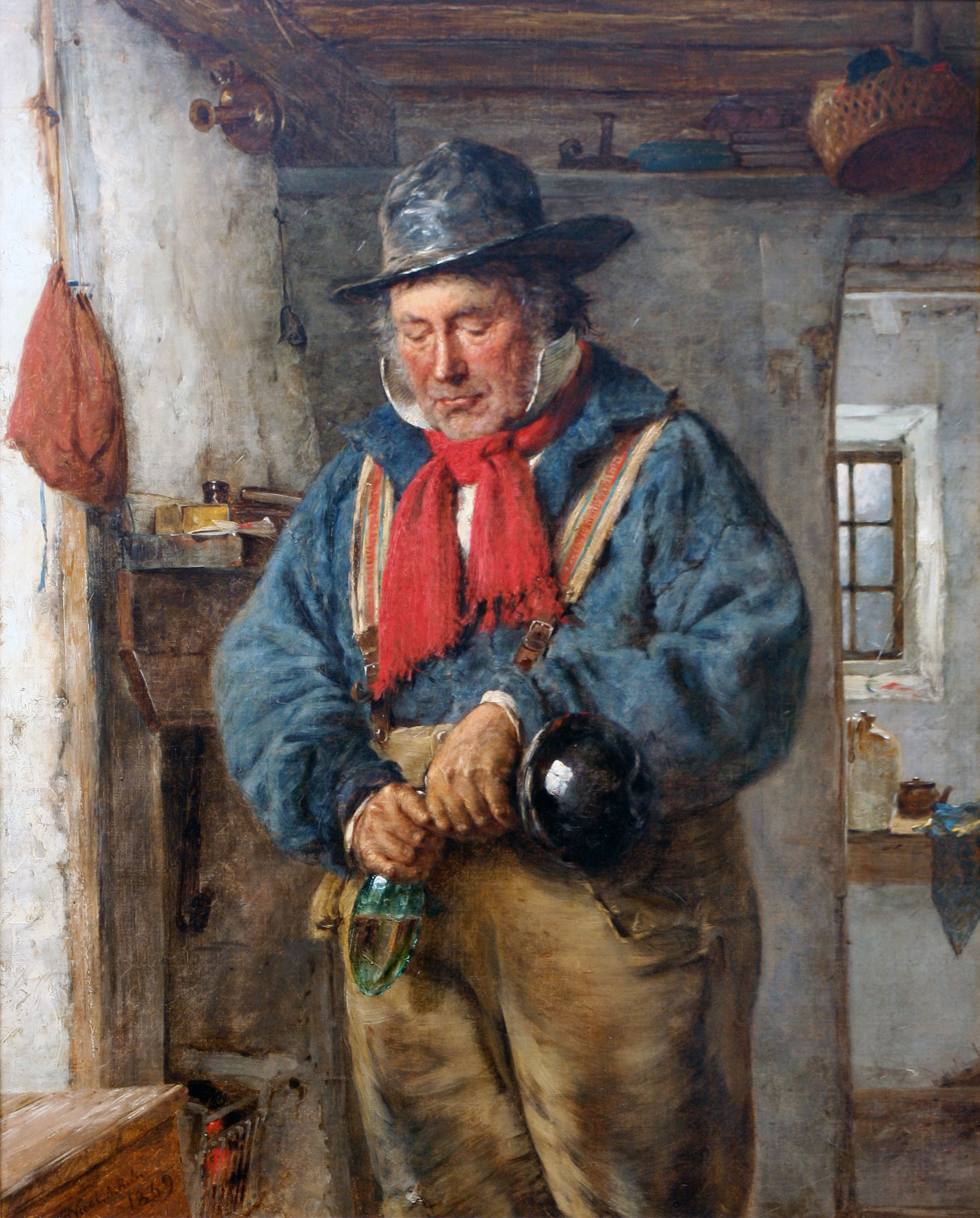
Ерскін Ніколь, Ніп проти холоду, 1869.

Потин, як правило, вироблявся у віддалених сільських районах, подалі від втручання закону. До початку дистиляції було створено та зброджено промивку. Дистилятори часто встановлювали на межі земель, щоб питання власності могло бути спірним. До введення газу в пляшках вогонь для нагрівання очистки забезпечувався торфом. Дим був зрадою для поліції, тому вітряну, погану погоду обирали, щоб розігнати дим. Дистилятор нагрівали і відвідували протягом декількох днів, щоб сприяти перегонці.
Старий стиль перегонки потину був із солодової основи ячменю для пюре, такий же, як односолодовий віскі або чистий віскі з чану переганяється в Ірландії. Слово потин походить від ірландського слова «пота» для чану; це стосується невеликого мідного чану, який досі використовується дистиляторами потину.
Нещодавно деякі винокурні відмовлялися від використання солодового ячменю як основи для бражки через вартість та доступність і переходили на використання патоки, кукурудзи та картоплі. Вважається, що ця зміна призвела до погіршення якості та характеру потину наприкінці 20 століття.
Якість потину була дуже відмінною, залежно від кваліфікації дистилятора та якості їхнього обладнання. Репутація була побудована на якості напою дистилятора, і багато сімей стали відомими завдяки своєму досвіду дистиляції, де погана партія могла вивести дистилятора з бізнесу за одну ніч. Стверджувалося, що напій може спричинити сліпоту, але це, можливо, спричинено фальсифікацією, а не відсутністю якості.